# Майдан-Островський
Майдан-Островський (пол. Majdan Ostrowski) — село в Польщі, у гміні Войславичі Холмського повіту Люблінського воєводства. Населення — 176 осіб (2011).

## Історія
За даними етнографічної експедиції 1869—1870 років під керівництвом Павла Чубинського, у селі здебільшого проживали польськомовні римо-католики, меншою мірою — греко-католики, які також розмовляли польською.
У 1975—1998 роках село належало до Холмського воєводства.

## Демографія
Демографічна структура станом на 31 березня 2011 року:
|          | Загалом | Допрацездатний вік | Працездатний вік | Постпрацездатний вік |
| -------- | ------- | ------------------ | ---------------- | -------------------- |
| Чоловіки | 80      | 24                 | 46               | 10                   |
| Жінки    | 96      | 21                 | 49               | 26                   |
| Разом    | 176     | 45                 | 95               | 36                   |